# Acroloxus rossicus
Acroloxus rossicus е вид охлюв от семейство Acroloxidae. Видът не е застрашен от изчезване.

## Разпространение и местообитание
Разпространен е в Австрия, Албания, Андора, Беларус, Белгия, Босна и Херцеговина, България, Великобритания (Северна Ирландия), Германия, Гибралтар, Гърция, Дания, Естония, Ирландия, Испания, Италия, Латвия, Литва, Лихтенщайн, Люксембург, Молдова, Монако, Норвегия, Полша, Португалия, Северна Македония, Румъния, Русия, Словакия, Словения, Сърбия, Украйна, Унгария, Финландия, Франция, Хърватия, Чехия, Швейцария и Швеция.
Обитава сладководни басейни и реки.